# Pacific Southwest Airlines
Pacific Southwest Airlines fue una aerolínea de Estados Unidos con sede en San Diego, California que operó desde 1949 a 1988. Fue la primera aerolínea de bajo costo en los Estados Unidos y considerada como la precursora de Southwest Airlines. PSA era conocida por su eslogan "The World's Friendliest Airline" (La aerolínea más amistosa del mundo) y por la icónica sonrisa pintada en la punta de los aviones. 
PSA es una de las aerolíneas que fundaron US Airways, siendo America West Airlines, Piedmont Airlines y Allegheny Airlines entre otras. 
Su número de Boeing fue 14. Después de fusionarse con USAir, el nombre de PSA pasó a ser Jetstream International Airlines para así preservar el nombre PSA y la marca registrada.

## Historia
Kenny Friedkin fundó la compañía en 1949, arrendando un Douglas DC-3 por $ 1,000 al mes. Friedkin obtenido información de una agencia de viajes al iniciar la aerolínea debido a las lecciones aprendidas de la aerolínea precursor fallado ( Líneas Aéreas Friedkin ). Con esta aeronave inauguró un viaje semanal de ida y vuelta desde San Diego a Oakland a través de Burbank. Para las reservas fue inicialmente usada una antigua letrina de la Segunda Guerra Mundial II excedente convertida en oficina. En 1951, PSA mudó sus vuelos desde Oakland al San Francisco International Airport. En 1955, PSA adquirió dos aviones Douglas DC-4 de Capital Airlines y le pintó cuadros alrededor de las ventanas para que los aviones se parezcan a los más avanzados Douglas DC-6. En enero de 1958 ambos DC-4 fijaron 37 vuelos a la semana desde Burbank a San Francisco (BUR-SFO) (29 de los cuales se originaban en San Diego) y cuatro vuelos directos en la ruta SAN-SFO. Al mismo tiempo United, Western Airlines y TWA operaban un total de 241 vuelos semanales sin escalas en la ruta Los Ángeles a San Francisco LAX-SFO y 49 vuelos a la semana Burbank a San Francisco (BUR-SFO). Más tarde, en el mismo año, PSA cambió algunos de sus vuelos de Burbank a Los Ángeles.En 1958 transportó 296.000 pasajeros.
Hacia fines de 1959 PSA volaba con Lockheed Electra de 92 asientos,reemplazando a los DC-4s de 70 asientos. Ellos fueron reemplazados por Boeing 727-114, Boeing 727-214, Boeing 737-214 y McDonnell Douglas DC-9-30s entre 1965-1970. En mayo de 1965 la  Procuraduría General mostraba 103 vuelos semanales con Electra en la ruta Los Ángeles a San Francisco (LAX-SFO), 32 vuelos semanales Los Ängeles a Oakland (LAX-OAK), 34  vuelos semanales de San Franciscos a Burbank (SFO-BUR) y 5 vuelos semanales  San Diego a San Francisco (SAN-SFO). La ruta Los Ángeles a San Francisco (LAX-SFO) estaba programada en 60 minutos y la ruta Burbank a San Francisco (BUR-SFO) era de 55 minutos. En 1966 PSA comenzó a volar a San José y en 1967 a Sacramento  Executive Airport (SAC), más tarde en ese año PSA y otras líneas aéreas se mudaron al nuevo Sacramento International Airport (SMF). En 1968 añadieron Ontario (ONT) y Long Beach (LGB), Fresno (FAT) y Stockton (SCK) en 1971-72. 
En 1974-75 PSA operó brevemente dos Lockheed L-1011 Tristar, estos Tristar eran los únicos en tener asientos en la cubierta inferior. Ellos volaron Los Ángeles San Francisco (LAX-SFO) y San Diego Los Ángeles-San Francisco (SAN-LAX-SFO). PSA fue la única aerolínea interestatal en volar aviones de fuselaje ancho dentro de Estados Unidos.

Los Electras retornaron en 1975 en vuelos a Lago Tahoe hasta fines de 1979 (el aeropuerto de Lake Tahoe, en Sierra Nevada, no permitió los aviones jet regulares programados hasta la década de 1980, aunque Pacific Airlines voló brevemente Boeing 727-100 a Lake Tahoe en 1966) El principal competidor interestatal Air California también voló Electras a Lake Tahoe hasta 1979-80, pero luego regresó a Lake Tahoe como AirCal con McDonnell Douglas MD-80 y Boeing 737-300 después de que finalizara la prohibición del jet. PSA nunca sirvió a Lake Tahoe después de retirar sus Electras .

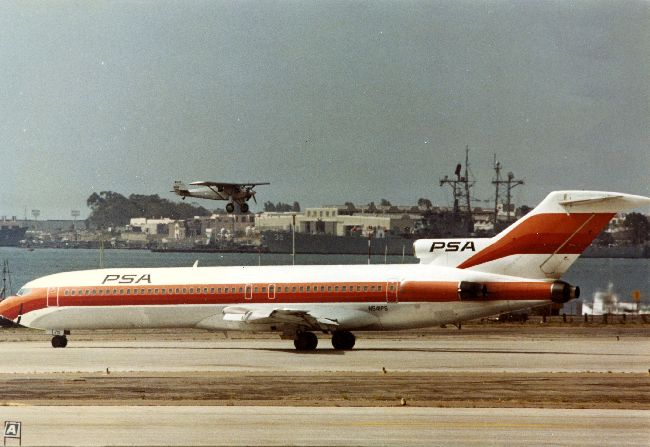
Un Boeing 727 de PSA en el Aeropuerto Internacional de San Diego en la década de 1970

Después de la desregulación aérea de California, las principales aerolíneas intraestatales (PSA, Air California (más tarde rebautizado AirCal), Western Airlines y United Airlines ) se vio envuelto en guerras pasajes aéreos intensos. PSA intentó extender su red de rutas más allá de California con vuelos a Reno, Las Vegas, Salt Lake City, Phoenix, Tucson, y Albuquerque. La compañía también introdujo billetes automatizados y máquinas de facturación automática en varios aeropuertos principales, y los vuelos operados brevemente a Cabo San Lucas, México. Cuando el plan de PSA para comprar los activos de Dallas / Fort Worth basado en Braniff International Airways cayó de plano, la aerolínea ha ampliado su red de rutas al norte de Washington, Oregón y Idaho. PSA utiliza una nueva flota de BAe 146 jets regionales para servir a los aeropuertos más pequeños de la Costa Oeste, como Eureka, California y Concord, California. PSA tenía su "Nombre del Plano" concurso, publicidad en anuncios de periódico a página completa, para nombrar la flota, con el premio de ser un vuelo privado para el ganador y sus amigos 99. El ganador fue Smiliner presentado por el Dr. Hugh Jordan de Whittier, California.

Logo de Pacific Southwest Airlines

En 1986 AirCal y Western fueron adquiridos por DL y AA (Delta Air Lines y American Airlines, respectivamente). Una hora después de que el acuerdo de AirCal fuera anunciado PSA acordó fusionarse con USAir, que se completó en 1987. Por ese tiempo PSA estaba hablando con Boeing para adquirir un 757-200, pero nunca lo ordenó. El último vuelo de PSA fue el 8 de abril de 1988. El sistema de rutas de PSA ruta se desintegró lentamente dentro de USAir y para 1994 había desaparecido. La mayor parte de los activos de la antigua aerolínea fueron desechados o trasladados a centros de USAir en la Costa Este. La base de operaciones de PSA en el Aeropuerto Internacional de San Diego fue destruida y ahora sirve como terminal de pasajeros commuter. PSA había planeado desde el principio para llegar a ser una línea de transporte de todo el país, pero esto nunca llegó a realizarse. En el momento de la fusión de PSA su sistema de rutas solo cubría el oeste de los Estados Unidos, que se extendía hacia el este hasta Colorado y Nuevo México. Southwest Airlines ha duplicado muchas de las antiguas rutas de PSA de San Diego. 

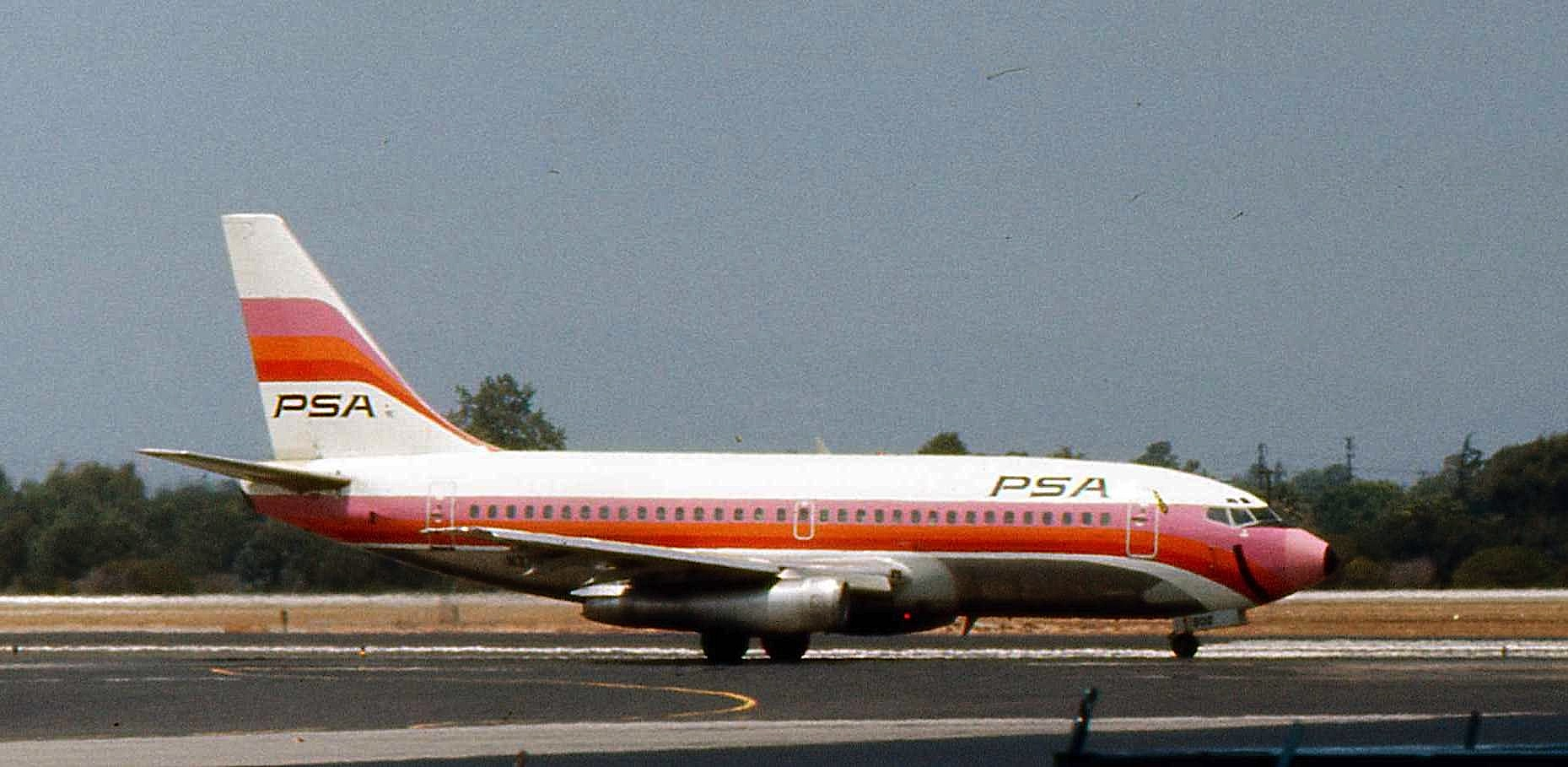
Un Boeing 737-200 de PSA con la "sonriente" librea de 1974.

En el San Diego Aerospace Museum se exhibe una vitrina de PSA, la línea aérea natal de la ciudad de San Diego.
PSA fue uno de los patrocinadores del programa de televisión en ABC "The Dating Game show" desde 1965 hasta 1973.
Tras la fusión de 2005 de US Airways y America West, un US Airways Airbus A319 fue repintado con el esquema de PSA como uno de los cuatro aviones históricos que conmemora a las aerolíneas que se fusionaron para formar la actual US Airways. El avión fue dedicado en el terminal de pasajeros de San Diego International Airport (antigua base de operaciones de PSA) el 30 de marzo de 2006 y en conmemoración voló rutas similares operadas por PSA.
En ese momento, PSA era conocido por su sentido del humor. Su fundador, Ken Friedkin, solía aparecer con camisas hawaianas y animaba a sus pilotos y azafatas de bromear con los pasajeros. Su lema era "la más simpática aerolínea del mundo", y su marca reconocible era una sonrisa pintada en la nariz de cada plano y una campaña publicitaria que acompaña la declaración "Atrapa nuestra sonrisa." Debido al su gran frecusncia de vuelo con San Diego y debido a las tarifas de descuento, a la PSA le apodaban la "Aerolínea del Pobre Marinero" (haciendo un juego de palabras con el acrónimo PSA: Poor Sailor`s Airline) 
Durante la década de 1960, PSA también era conocida por los brillantes uniformes de colores de sus asistente de vuelo, que incluyeron minifaldas. A principios de 1970, la moda cambió a pantalones cortos. Una azafata PSA, Marilyn Tritt, escribió un libro sobre su permanencia en la empresa titulado Piernas largas y noches cortas (ISBN 0-9649577-0-1).
La empresa adquirió una cadena de radiodifusión llamada "PSA radiodifusión". Fueron compradas emisoras en Sacramento (96,9 KPSC después KEZC), San José (106,5 KEZD después KEZR), Los Ángeles (107,5 KPSA después KLVE) y San Diego (102,9 KEZL ahora KLQV). La idea era obtener publicidad para la aerolínea dentro de la empresa de radiodifusión, así como recoger algunos co-op (publicidad cooperativa) de las empresas que hacen negocios con la compañía aérea. Estas emisoras fueron vendidas a diversas empresas en los años setenta.
A lo largo de toda la vida de PSA como línea aérea, los asistentes de vuelo, con su humor, el servicio de pasajeros, y el sentido del deber, ayudó a crear un público fiel acompañante. Un asistente de vuelo, Sandy Daniels, con la ayuda de un viajero frecuente, comenzó la "Asociación Querida Azafata". Los viajeros frecuentes traerían dulces para la tripulación, especialmente en los vuelos de la mañana. Por su parte, PSA comenzó la "Asociación Querido Pasajero", con certificados y bebidas gratis dadas a los pasajeros amables y serviciales.

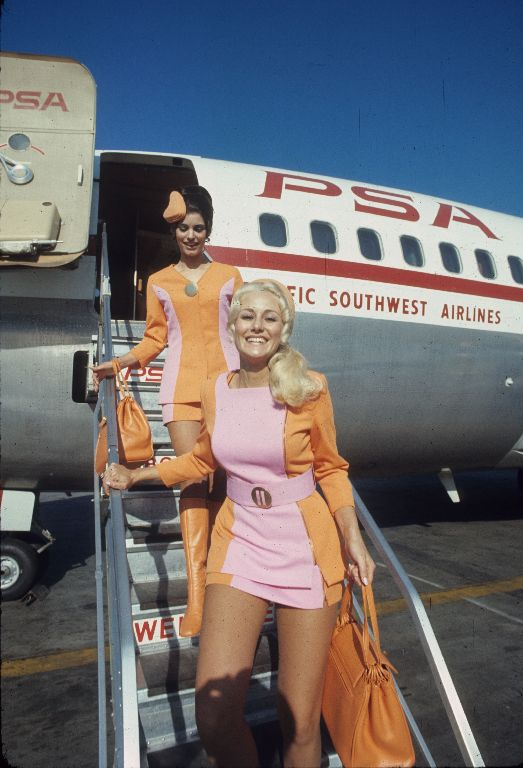
Dos azafatas bajando de un avión de PSA

Tom Friedkin, el hijo del fundador, era piloto de PSA en 1962, cuando el anciano Friedkin falleció repentinamente de un accidente cerebrovascular. Tenía 47 años de edad. Un año más tarde, la madre de Tom Friedkin murió, convirtiéndose entonces en el mayor accionista de PSA. Tom tenía un asiento en el Consejo de Administración, pero continuó trabajando como piloto a tiempo completo para la compañía aérea. 
El fundador de Southwest Airlines, Herb Kelleher, estudió extensamente la PSA y utilizó muchas de las ideas de la aerolínea para formar la cultura corporativa de Southwest, e incluso en los vuelos de primera hora utilizaron las mismas "piernas largas y noches cortas" de azafatas a bordo de los vuelos de Southwest Airlines.
PSA ayudó a entrenar a la primera clase de mecánicos de Southwest Airlines y prestó manuales de vuelo de transporte y otros artículos necesarios.

## Incidentes y accidentes
- El 5 de marzo de 1974, un PSA NAMC YS-11 con motores de entrenamiento, falló, resultando que el avión se estrellara en el desierto cerca de Borrego Springs, California. El avión hacía un aterrizaje simulado. Los cuatro miembros de la tripulación sobrevivieron al accidente.

- El 25 de septiembre de 1978, el vuelo 182 de Pacific Southwest Airlines, un Boeing 727-200, se estrelló en San Diego mientras intentaba aterrizar en el Aeropuerto Internacional de San Diego, California, después de chocar con un Cessna 172 operado por Gibbs Flite Center. El 727 se estrelló en la intersección de las calles Dwight y Nile. El Cessna cayó a pocas manzanas de distancia. Murieron 144 personas: 135 pasajeros a bordo del PSA, más los dos tripulantes de la avioneta y siete en tierra. En su momento, fue el más mortífero accidente aéreo en la historia de EE. UU. Gary Aguirre demandó a PSA por daños y perjuicios.

- El 7 de diciembre de 1987, el vuelo 1771 de Pacific Southwest Airlines, un BAe 146, con destino al Aeropuerto Internacional de San Francisco desde el Aeropuerto Internacional de Los Ángeles, estaba volando encima de la costa central de California cuando de repente entró en un picado a alta velocidad y se estrelló en un rancho cerca de la pequeña ciudad costera de Cayucos en Condado de San Luis Obispo. Las investigaciones determinaron que David Burke, antiguo empleado de USAir (empresa que había adquirido recientemente PSA) y que había sido despedido por robo, se había embarcado en el vuelo que llevaba a su antiguo director. Estaba armado. Después de escribir una nota en una bolsa de mareo, Burke le disparó a su exmánager, al asistente de vuelo, a los pilotos, haciendo que el avión caiga. Los 43 ocupantes a bordo del avión, incluyendo 38 pasajeros y 5 tripulantes, murieron.

## Instalaciones
La sede de PSA se encuentra en un edificio sin ventanas gris-marrón edificio a lo largo de Harbor Drive en San Diego, California. En la actualidad, el edificio sirve como terminal de pasajeros de San Diego International Airport.